# 安娜-玛丽亚·西克鲁卡
安娜-玛丽亚·西克鲁卡（波蘭語：Anna-Maria Sieklucka，[ɕeˈklut͡ska] sheh-KLOO-tska，1992年5月31日—）是一名波兰女演员。她在2019年出道，2020年因在改编自布兰卡·利平斯卡的小说三部曲之一的《黑帮大佬和我的365日》中饰演劳拉·比尔（Laura Biel）而声远鹤名。

## 影视作品

### 电视剧
- 2019年，《不管好坏（英语：Na dobre i na złe）》 客串出演

### 电影
- 2020年，《黑帮大佬和我的365日》 饰演 劳拉·比尔（Laura Biel）
- 2022年，《禁室365天之後：今時之慾》 饰演 劳拉·比尔（Laura Biel）
- 2022年，《禁室365天之後：再現之慾》 饰演 劳拉·比尔（Laura Biel）